# كارلوس بارا (لاعب كرة قدم)
كارلوس بارا (بالإنجليزية: Carlos Parra)‏ (3 فبراير 1977 في الولايات المتحدة - ) هو لاعب كرة قدم أمريكي في مركز الدفاع. شارك مع منتخب الولايات المتحدة تحت 20 سنة لكرة القدم ومنتخب الولايات المتحدة تحت 23 سنة لكرة القدم. أما مع النوادي، فقد لعب مع ميامي فيوشن ونيو إنجلاند ريفولوشن ونيويورك ريد بولز وRochester Rhinos ‏ وMinnesota Thunder ‏ وConnecticut Wolves ‏ وأتلانتا سيلفرباكس وGeneration Adidas ‏.

## وصلات خارجية
- كارلوس بارا على موقع الاتحاد الدولي (مؤرشف)  (الإنجليزية)
- كارلوس بارا على موقع الدوري الأمريكي (الإنجليزية)
- كارلوس بارا على موقع قاعدة بيانات كرة القدم.إي يو (الإنجليزية)